# キリストの降誕 (バロッチ)
『キリストの降誕』（キリストのこうたん、西: La Natividad、伊: La Natività、英: The Nativity）は、イタリア・ルネサンス後期の画家フェデリコ・バロッチが1595年ごろにキャンバス板上に油彩で制作した絵画である。本来、1597年に最後のウルビーノ公爵フランチェスコ・マリーア2世・デッラ・ローヴェレに納められた作品である。1605年にスペインの王室コレクションに入り、現在はマドリードのプラド美術館に所蔵されている。

## 歴史
1597年に本作を所有して何年か後に、ウルビーノ公爵は、フェリペ3世 (スペイン王) の王妃マルガリータ・デ・アウストリア＝エスティリアの代理の大使ベルナルド・マスキ (Bernardo Maschi) からおそらく絵画委嘱の目的でバロッチについて尋ねられた。公爵は画家の遅筆について知っていたため、王妃に喜んでもらえるよう所有していた本作を寄贈することに決め、1605年に作品はスペインにもたらされた。王妃は作品を「とても陽気で、敬虔」なものとして喜んだ。バロッチは、1599年ごろに本作よりやや大きい複製を制作し、ウルビーノの大司教宮殿にあった自身の書斎に置いたが、作品を自身の最も貴重な所有物であると述べている。オリジナル作品の本作は現在プラド美術館に、複製はミラノのアンブロジアーナ美術館に所蔵されている。

## 作品
ウルビーノで美術を学んだバロッチは、後にローマでラファエロやマニエリスムの画家タッデオ・ツッカロの作品に触れるようになる。その後、パルマに滞在している時期にコレッジョの作品にも触れたと考えられている。一時期、筆を執っていなかったバロッチは前述の様々な画風を融合し、個人鑑賞に向くような小作品を得意とする画家として復活したが、これら小作品は画家の真骨頂を示すものとなっている。
この作品の見かけ上の簡素さは、残されている多数の素描によって証明されるように画家が非常な研鑽の結果、生み出したものである。「キリストの降誕」を主題とする場面に、バロッチは温かいパステルのような色調を用い、雰囲気は親しみやすいものとなっているが、斜めの構図はこの主題では異例である。厩の右側手前にロバと牡牛がおり、飼い葉おけの藁の上に幼子イエス・キリストが見える。イエスは構図の焦点に配置され、半屈みの姿勢で慈しみに満ちた表情を浮かべながら彼を見つめる聖母マリアの様子が表されている。画面左奥の陰に聖ヨセフがおり、入り口で頭部を垣間見せている2人の羊飼いのほうを向いて、手でイエスを指し示している。他のバロッチの作品同様、この作品でも画家は人物の手の描写に大きな注意を払っている。イエスと聖母マリアの下の金属の輪に黄道十二宮が彫られているが、これは「キリストの降誕」という出来事の宇宙的な重要性を示唆しているようである。
この作品はたんなる「キリストの降誕」の場面ではない。画面下部左側にあるパンの入った籠と小麦の袋、小麦の穂は聖餐を示唆している。聖母マリアとイエスの間にある交差する小麦の穂は、意図的なものでないとするにはあまりにも精緻に十字架を形作るのである。
バロッチの特徴は、非常に繊細な光の扱い方、ヴェネツィア派の流れを汲む色彩表現、空間との正確な対比の中に人物像を写実的に描写することである。これらを総和した様式は「神秘的自然主義」と呼ばれ、絵画を詩情豊かに表現するものであった。この作品には、後にバロック様式として知られるようになるものが見て取れる。